# ルイ・エマニュエル・ジャダン
ルイ・エマニュエル・ジャダン（Louis Emmanuel Jadin, *1768年9月21日 ヴェルサイユ - †1853年4月11日 パリ）はフランスの作曲家。音楽家の一家に生まれ、父親ジャン・ジャダンはフランス宮廷礼拝堂のヴァイオリニスト、弟ヤサント・ジャダンは作曲家。
父親から最初の音楽教育を受ける。弟ヤサントに鍵盤楽器の演奏を指導した後、1789年にムッシュー劇場（ Théâtre de Monsieur ）のクラヴサン奏者の職に就き、1792年に国民軍オーケストラに入団している。1802年にパリ音楽院の教授に、1806年にはモリエール劇場の楽長に就任。弟ヤサントとともに、19世紀の吹奏楽の発展に影響力があった。
ルイ・ジャダンは引く手あまたで多忙な教師にして音楽家であった。膨大な数の作品を残しており、歌劇や多数のミサ曲のほか、歌曲、協奏曲、弦楽器や管楽器のための室内楽、ピアノ曲を残した。